# Anotosaura vanzolinia
Espèce
Anotosaura vanzolinia est une espèce de sauriens de la famille des Gymnophthalmidae.

## Répartition
Cette espèce est endémique du Brésil. Elle se rencontre dans les États du Pernambouc et de Bahia.

## Étymologie
Cette espèce est nommée en l'honneur de Paulo Emilio Vanzolini.

## Publication originale
- Dixon, 1974 : Systematic review of the lizard genus Anotosaura (Teiidae). Herpetologica, vol. 30, p. 13-18.